# Do or Die (álbum)
Do or Die é o álbum de estreia da banda de celtic punk Dropkick Murphys, lançado em 27 de janeiro de 1998

## Faixas
1. "Cadence to Arms" (Tradicional, baseado na Scotland the Brave) – 1:49
2. "Do or Die" – 1:50
3. "Get Up" – 2:06
4. "Never Alone"- 2:54
5. "Caught in a Jar"- 2:19
6. "Memories Remain" – 2:25
7. "Road of the Righteous" – 2:56
8. "Far Away Coast" – 2:41
9. "Fightstarter Karaoke" – 2:18
10. "Barroom Hero" – 2:57
11. "3rd Man In" – 2:18
12. "Tenant Enemy #1" – 2:13
13. "Finnegan's Wake" (Tradicional) – 2:19
14. "Noble" – 2:34
15. "Boys on the Docks (Murphys' Pub Version)" – 2:33
16. "Skinhead on the MBTA" – 3:49

## Integrantes
- Mike McColgan – vocal
- Ken Casey – baixo, vocal
- Rick Barton – guitarra, vocal
- Matt Kelly – bateria
- Joe Delaney - gaita de fole
- Swingin' Utters - na faixa "Skinhead on the MBTA"

## Recepção da crítica
| Críticas profissionais | Críticas profissionais |
| Avaliações da crítica  | Avaliações da crítica  |
| Fonte                  | Avaliação              |
| ---------------------- | ---------------------- |
| Allmusic               | [ 2 ]                  |
| Punknews.org           | [ 3 ]                  |

Allmusic deu ao álbum três estrelas de cinco, e disse que o álbum é "uma mistura interessante de hardcore com a tradição Irlandesa". O site Punknews.org, deu cinco estrelas de cinco ao álbum, dizendo: "impulsionado pela voz raivosa de Mike McColgan e pela inesquecível voz grosa de Ken Casey, "Do Or Die" apresenta uma coleção das mais incríveis faixas de oi/street/punk-rock já gravadas".

## Outras mídias
- Um cartaz do Do or Die aparece na parede do quarto de John Connor no episódio piloto de Terminator: The Sarah Connor Chronicles.[4]